# Sicherheitskräfte des Kosovo
Die Sicherheitskräfte des Kosovo (albanisch Forca e Sigurisë së Kosovës (FSK), auch Kosovarische Armee, albanisch Ushtria e Kosovës) sind die Streitkräfte der Republik Kosovo. Sie wurden am 21. Januar 2009 gegründet und umfassen 5000 aktive Soldaten und 3000 Reservisten. Damit erfüllt die Regierung des Kosovo eine Verpflichtung aus dem Plan von UN-Unterhändler Martti Ahtisaari, der Grundlage der Verfassung des Kosovo ist.
Die Streitkräfte sind dem 2008 gegründeten Verteidigungsministerium untergeordnet und sollen mindestens zehn Prozent nicht-albanische Mitglieder aufnehmen. Erster Befehlshaber der „Kosovo-Armee“ war Sylejman Selimi, ehemaliger Kommandant der „Kosovo-Befreiungsarmee“ UÇK und des am 20. Januar 2009 formal aufgelösten Kosovo-Schutzkorps (TMK).
Das Parlament hat mit großer Mehrheit (101 von 120 Abgeordneten) am 17. Oktober 2018 für drei Gesetze gestimmt, die die Reformierung der Sicherheitskräfte in eine Armee ermöglicht. Die serbische Minderheit hat an der Abstimmung nicht teilgenommen und das Parlament verlassen. Die Minderheitspartei und die Regierung Serbiens sind der Ansicht, dass die Gründung einer Armee inakzeptabel sei und eine Instabilität der Region darstellen würde. Am 14. Dezember 2018 wurde im kosovarischen Parlament unter Boykott der Abgeordneten der serbischen Minderheit beschlossen, die Sicherheitskräfte hin zu einer regulären Armee zu transformieren. Russland verurteilte den Parlamentsbeschluss als Verletzung von UN-Sicherheitsratsresolutionen.
Im Kosovo sind mit Stand 2018 rund 4030 Soldaten der NATO-Militärmission KFOR, 4700 Polizisten der United Nations Interim Administration Mission in Kosovo (UNMIK) und rund 800 Einsatzkräfte der EULEX Kosovo im Einsatz.

## Geschichte

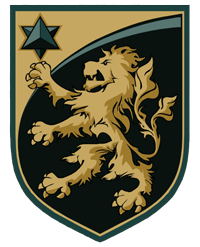
Emblem 2009–2012

Nach Ende des Kosovokrieges im Jahr 1999 ermächtigte der Sicherheitsrat der Vereinten Nationen den Generalsekretär der Vereinten Nationen mittels Resolution 1244, im Kosovo die Interim-Zivilregierung United Nations Interim Administration Mission in Kosovo (UNMIK) zu errichten. Die Sicherheit sollte dabei durch die NATO-geführte KFOR erfolgen. KFOR betrat den Kosovo am 12. Juni 1999 unter einem UN-Mandat – zwei Tage nach dem Beschluss der UN-Resolution 1244.
Eine Art Vorläufer einer kosovarischen Armee bestand von 1999 bis 2009 mit dem sogenannten Kosovo-Schutzkorps (TMK), welches allerdings eher für zivile Zwecke vorgesehen war.
Am 19. März 2008 autorisierte der damalige Präsident der USA, George W. Bush, bei einem weiteren Schritt zur Errichtung von formalen Beziehungen mit dem kürzlich unabhängig gewordenen Staat militärische Hilfe für die Sicherheitskräfte des Kosovo.
Am 4. Januar 2009 wurden die Namen der Personen bekannt, welche vom Kosovo-Schutzkorps (TMK) in die FSK übernommen wurden. Nach der Auflösung des TMK am 20. Januar 2009 wurde einen Tag später die Forca e Sigurisë së Kosovës (FSK) offiziell gegründet. Faktisch handelt es sich um eine Nachfolgeorganisation, grundsätzlich soll es aber keine personelle Kontinuität zum TMK geben. Dazu gab es einen Rekrutierungsprozess auf der Basis von Ausschreibungen, der bis Ende 2009 abgeschlossen wurde.
Gegen die Gründung der FSK hat Serbien energisch protestiert, nach Ansicht der serbischen Regierung werde damit die aus serbischer Sicht illegitime Unabhängigkeit gefestigt, zudem verstoße sie gegen die gültigen Resolutionen des UN-Sicherheitsrates zum Kosovo.
Die Sicherheitskräfte des Kosovo haben Mentoren aus verschiedenen Nationen, die sich an der KFOR beteiligen. Uniformen wurden durch die USA beschafft und Deutschland stellte Fahrzeuge zur Verfügung. Die FSK soll in Übereinstimmung mit NATO-Standards aufgebaut werden. Außerdem sind Italien, Portugal und andere NATO-Mitgliedsstaaten der FSK bei Spenden und der Ausbildung behilflich.
Folgende Stabsoffiziere leisteten am 16. Juni 2009 unter der Beaufsichtigung des damaligen FSK-Kommandeurs Generalleutnant Sylejman Selimi ihren Eid:
- Generalleutnant Rrahman Rama – Stellvertretender Kommandeur und Kommandeur des Land Force Command
- Generalmajor Kadri Kastrati – Direktor der Einsatzleitung
- Brigadegeneral Bashkim Jashari – Generalinspekteur der FSK
- Brigadegeneral Nazmi Brahimaj – Kommandeur der Rapid Reaction Brigade
- Brigadegeneral Zymer Halimi – Chef der Einsatz- und Ausbildungsabteilung
- Brigadegeneral Imri Ilazi – Kommandeur der Operations Support Brigade
- Brigadegeneral Enver Cikaqi – Kommandeur des Training and Doctrine Command

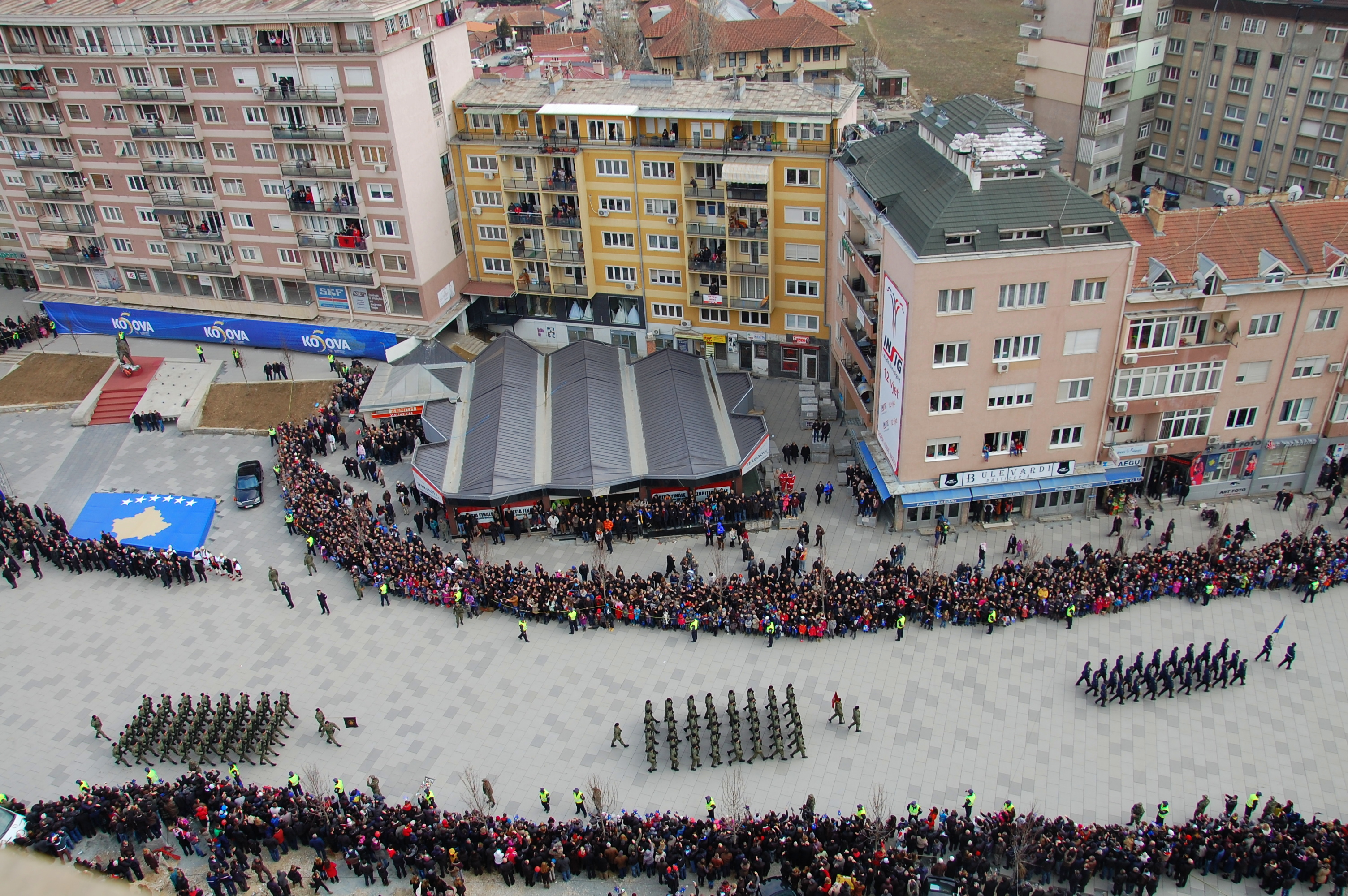
Militärparade der FSK in Pristina anlässlich des Nationalfeiertags 2013

Am 15. September 2009 nahm die FSK nach einer achtmonatigen Ausbildung mit NATO-Instruktoren mit ihren ersten einsatzfähigen Strukturen die Arbeit auf.
Am 22. November 2011 erfolgte aufgrund der Pensionierung von Generalleutnant Sylejman Selimi ein Kommandowechsel. Die Präsidentin des Kosovo Atifete Jahjaga ernannte Generalmajor Kadri Kastrati, Direktor der Einsatzleitung, zum Kommandeur der FSK und beförderte ihn am 25. Januar 2012 in den Rang eines Generalleutnants.

## Leitbild und Aufgaben

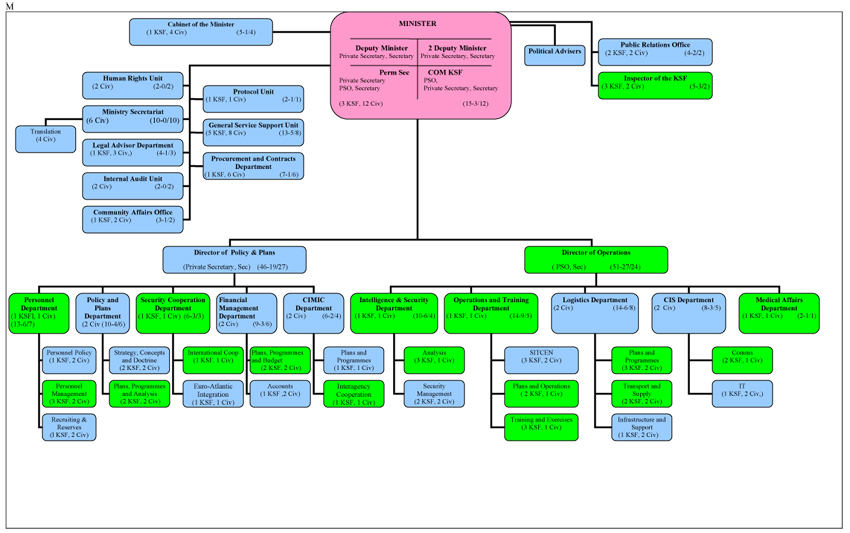
Organigramm der FSK

Die Sicherheitskräfte des Kosovo sind eine multiethnische, leicht bewaffnete und uniformierte Truppe, die der demokratischen zivilen Kontrolle unterliegt.
Die Aufgabe der FSK besteht in:
- Krisenreaktion im und außerhalb des Kosovo
- Schutz der Zivilbevölkerung innerhalb des Kosovo
- Unterstützung der Zivilbehörden bei Naturkatastrophen und anderen Notfällen

Solche Pflichten umfassen SAR-Einsätze, Bombenentschärfung, Minenräumung, Gefahrgut-Einsätze, Brandbekämpfung und andere humanitäre Unterstützungsaufgaben.
Das Ministerium der Sicherheitskräfte des Kosovo ist verantwortlich für die Durchführung der zivilen Aufsicht über die Sicherheitskräfte des Kosovo – einschließlich Management und Administration. Es besteht aus zivilem und militärischem Personal und ist durch den Premierminister dem Parlament des Kosovo rechenschaftspflichtig. Die Aufgabe des Ministeriums, das auch den höchsten Stab des FSK darstellt, besteht in der Formulierung, Implementierung, Evaluation und Entwicklung der Strategien und Tätigkeiten der Sicherheitskräfte im Rahmen von demokratischer Führung und in Übereinstimmung mit der Verfassung und den Gesetzen der Republik des Kosovo.

## Uniform
Am 12. Dezember 2008 wurden Abzeichen, Dienstgrade und die Uniform der Sicherheitskräfte des Kosovo durch nationale und internationale Militärexperten ausgewählt. Die FSK nutzt derzeit die Digital Field Uniform. Zu diesem Kampfanzug wird ein schwarzes Barett samt Abzeichen der FSK getragen.

### Dienstgrade

#### 2009–2012
|            | Generäle          | Generäle      | Generäle        |
| ---------- | ----------------- | ------------- | --------------- |
|            |                   |               |                 |
| radhë      | Gjenerallejtënant | Gjeneralmajor | Gjeneralbrigade |
| Dienstgrad | Generalleutnant   | Generalmajor  | Brigadegeneral  |

|            | Stabsoffiziere | Stabsoffiziere | Stabsoffiziere | Offiziere | Offiziere    | Offiziere |
| ---------- | -------------- | -------------- | -------------- | --------- | ------------ | --------- |
|            |                |                |                |           |              |           |
| radhë      | Kolonel        | Nënkolonel     | Major          | Kapiten   | Toger        | Nëntoger  |
| Dienstgrad | Oberst         | Oberstleutnant | Major          | Hauptmann | Oberleutnant | Leutnant  |

|            | Unteroffiziere     | Unteroffiziere                | Unteroffiziere          | Unteroffiziere                   | Mannschaften   | Mannschaften |
| ---------- | ------------------ | ----------------------------- | ----------------------- | -------------------------------- | -------------- | ------------ |
|            |                    |                               |                         |                                  |                |              |
| radhë      | Rreshter i parë    | Rreshter Major                | Kapter                  | Rreshter                         | Tetar          | Ushtar       |
| Dienstgrad | Oberstabsfeldwebel | Hauptfeldwebel/Stabsfeldwebel | Feldwebel/Oberfeldwebel | Unteroffizier/Stabsunteroffizier | Stabsgefreiter | Gefreiter    |

#### Seit 2012
|            | Generäle          | Generäle      | Generäle        |
| ---------- | ----------------- | ------------- | --------------- |
|            |                   |               |                 |
| radhë      | Gjenerallejtënant | Gjeneralmajor | Gjeneralbrigade |
| Dienstgrad | Generalleutnant   | Generalmajor  | Brigadegeneral  |

|            | Stabsoffiziere | Stabsoffiziere | Stabsoffiziere | Offiziere | Offiziere    | Offiziere |
| ---------- | -------------- | -------------- | -------------- | --------- | ------------ | --------- |
|            |                |                |                |           |              |           |
| radhë      | Kolonel        | Nënkolonel     | Major          | Kapiten   | Toger        | Nëntoger  |
| Dienstgrad | Oberst         | Oberstleutnant | Major          | Hauptmann | Oberleutnant | Leutnant  |

|            | Unteroffiziere     | Unteroffiziere                | Unteroffiziere          | Unteroffiziere                   | Mannschaften   | Mannschaften |
| ---------- | ------------------ | ----------------------------- | ----------------------- | -------------------------------- | -------------- | ------------ |
|            |                    |                               |                         |                                  |                |              |
| radhë      | Rreshter i parë    | Rreshter Major                | Kapter                  | Rreshter                         | Tetar          | Ushtar       |
| Dienstgrad | Oberstabsfeldwebel | Hauptfeldwebel/Stabsfeldwebel | Feldwebel/Oberfeldwebel | Unteroffizier/Stabsunteroffizier | Stabsgefreiter | Gefreiter    |

## Hauptquartier
- 3 Hauptquartiere in Pristina
- 2 Hauptquartiere in Prizren
- 3 Hauptquartiere in Gjilan
- 1 Hauptquartier in Ferizaj
- 1 Hauptquartier in Mitrovica
- 1 Hauptquartier in Peja
- 1 Hauptquartier in Istog
- 1 Hauptquartier in Fushë Kosova
- 1 Übungsflugplatz in Gjakova

## Ausrüstung
Die Ausbildung der FSK wird von britischen Armeeoffizieren geleitet. Ausgerüstet sind die Truppen mit Handfeuerwaffen.

### Fahrzeuge
Die Sicherheitskräfte des Kosovo verfügen derzeit nur über mehrere ungepanzerte und gepanzerte Transportfahrzeuge vorwiegend deutschen Ursprungs. 2014 spendete die Türkei 20 Radpanzer des Typs Otokar Cobra.
| Fahrzeug            | Herkunft               | Typ                    | Version   | Anzahl |
| ------------------- | ---------------------- | ---------------------- | --------- | ------ |
| BMC Kripi           | Türkei                 | Leichter Radpanzer     |           | 10     |
| BMC Vuran           | Türkei                 | Leichter Radpanzer     |           | 4      |
| Otokar Akrep        | Türkei                 | Leichter Radpanzer     |           | 3      |
| Otokar Cobra        | Türkei                 | Leichter Radpanzer     | Version I | ~80    |
| M1117 Guardian      | Vereinigte Staaten     | Truppentransportpanzer |           | 50–70  |
| Humvee              | Vereinigte Staaten     | gehärtetes Fahrzeug    |           | 188    |
| Land Rover          | Vereinigtes Königreich | Geländewagen           |           | 100    |
| Land Rover Defender | Vereinigtes Königreich | gehärtetes Fahrzeug    |           | 100+   |
| Mercedes-Benz NG    | Deutschland            | LKW 5t                 | 1017A     | 300    |
| MB Wolf             | Deutschland            | Geländewagen           | Lkw 0,9t  | 200    |
| VW Transporter      | Deutschland            | Kleintransporter       | T3        | 200    |
| Unimog              | Deutschland            | LKW 3t                 | 416/435   | 50     |
| MAN gl              | Deutschland            | LKW 10t                | 4520      | 50     |
| Iveco Trakker       | Italien                | LKW 29t                |           | 100    |

### Waffen
Die von der UCK genutzten schweren Waffensysteme wie Typ-59-Panzer, Haubitzen, Stinger- und Strela-2-MANPADS, verschiedene Typen moderner westlicher und sowjetischer Panzerabwehrlenkwaffen und rückstoßfreier Geschütze, Mörser mit unterschiedlichen Kalibern (60 mm, 82 mm, 120 mm und 160 mm) wurden entweder zur Lagerung zurück nach Albanien oder zur Aufrüstung nach Mazedonien geschmuggelt. Die meisten dieser Waffensysteme stammten vom Schwarzmarkt oder wurden von albanischen Generälen gespendet. Das gleiche Schicksal ereilte die von den Serben erbeuteten Panzerabwehrlenkwaffen, Artilleriegeschütze, Mörser und rückstoßfreien Geschütze.
Die Sicherheitskräfte des Kosovo können bei den Handwaffen auf ein großes Waffenarsenal zurückgreifen, in denen auch Waffen eingelagert sind, die nicht in der Liste aufgeführt sind. Die meisten dieser Waffen wurden während und nach dem Kosovokrieg erworben und der Großteil wurde aufgrund der im Ahtisaari-Plan gestellten Bedingungen nicht offiziell im Militär eingeführt. Daher werden diese Waffen hauptsächlich als Reserve in Waffenkammern gelagert.

#### Pistolen, Maschinenpistolen und Scharfschützengewehre

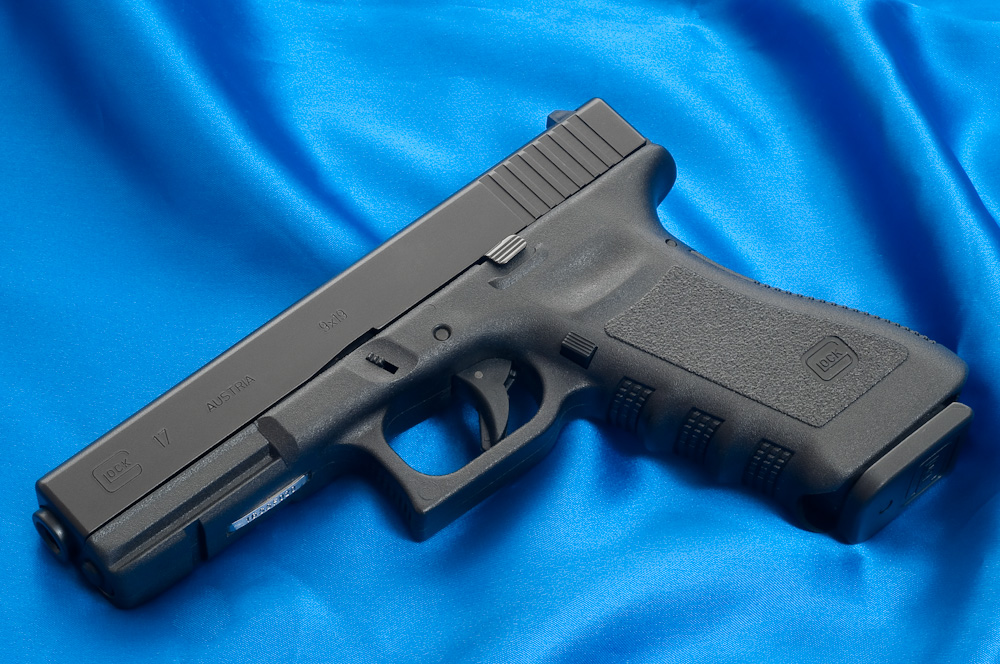
Glock 17 der dritten Generation

Die Glock 17 ist die Standardpistole der Sicherheitskräfte des Kosovo.
| Waffe         | Herkunft           | Typ                  | Kaliber      |
| ------------- | ------------------ | -------------------- | ------------ |
| Glock 17      | Österreich         | Selbstladepistole    | 9 × 19 mm    |
| FN Five-seven | Belgien            | Selbstladepistole    | 5.7 × 28mm   |
| M84 Skorpion  | Jugoslawien        | Maschinenpistole     | 7,65 × 17 mm |
| HK MP5        | BR Deutschland     | Maschinenpistole     | 9 × 19 mm    |
| ERO           | Israel             | Maschinenpistole     | 9 × 19 mm    |
| PSL           | Rumänien           | Scharfschützengewehr | 7,62 × 54 mm |
| M24           | Vereinigte Staaten | Scharfschützengewehr | 7,62 × 51 mm |
| Dragunow SWD  | Sowjetunion        | Scharfschützengewehr | 7,62 × 54 mm |
| Zastava M76   | Jugoslawien        | Scharfschützengewehr | 7,92 × 57 mm |

#### Sturmgewehre und Karabiner

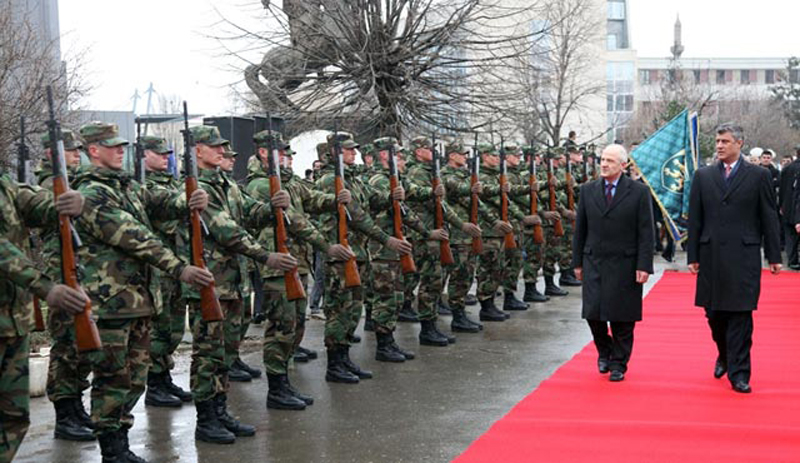
Die Ehrengarde der FSK

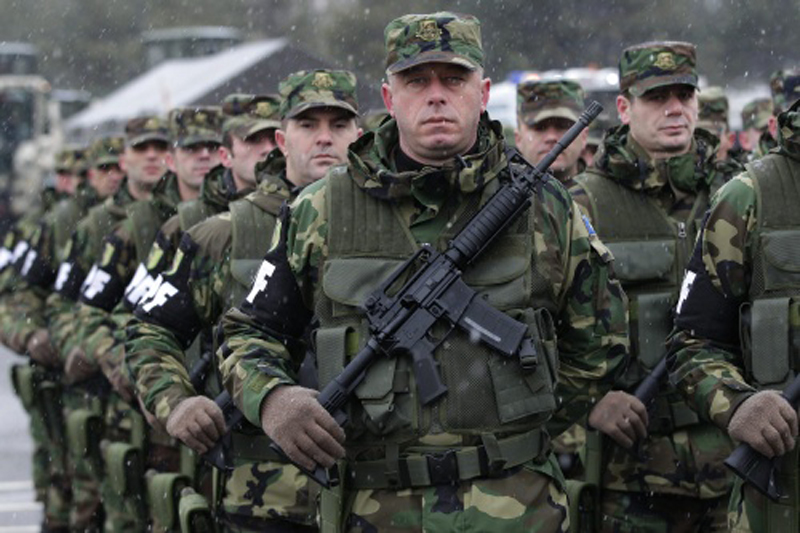
Militärpolizei der FSK mit dem M4 Carbine

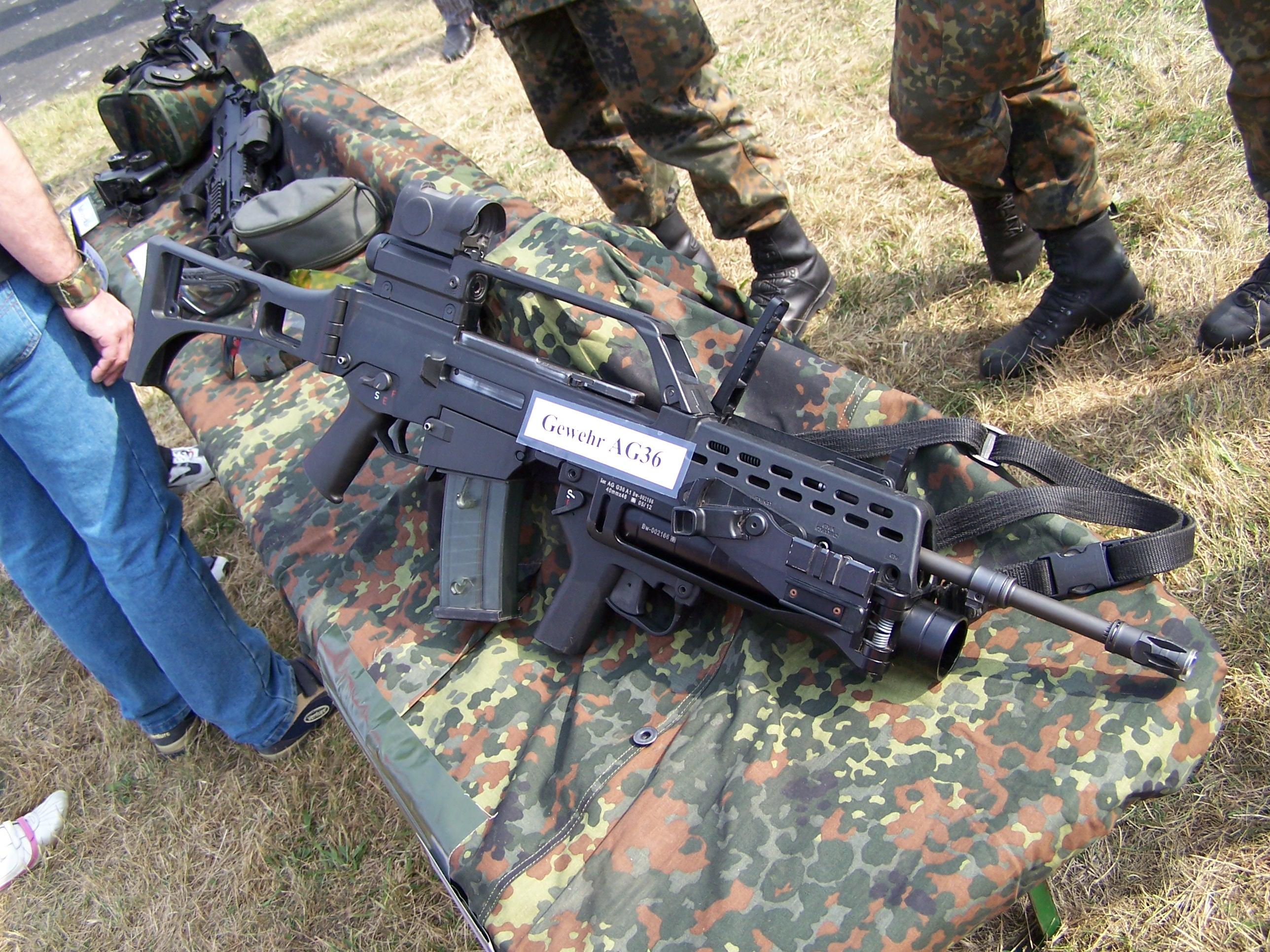
G36 – die Standardwaffe der FSK mit angebrachtem AG36

Im Jahr 2010 wurde der Entschluss gefasst, die Sicherheitskräfte des Kosovo mit einer neuen Standardinfanteriewaffe auszustatten. Die Wahl fiel dabei auf das G36 von Heckler & Koch. Insgesamt wurden 3000 Gewehre dieses Typs bestellt, die erste Lieferung von 375 Sturmgewehren dieses Typs erfolgte im Juni 2010. Der Karabiner Zastava M59/66 wird nur von der Ehrengarde und die M4 von der Police Force (PF) der FSK benutzt.
| Waffe          | Herkunft           | Typ         | Kaliber      |
| -------------- | ------------------ | ----------- | ------------ |
| HK G36V        | Deutschland        | Sturmgewehr | 5,56 × 45 mm |
| M16            | Vereinigte Staaten | Sturmgewehr | 5,56 × 45 mm |
| M4 SOPMOD      | Vereinigte Staaten | Karabiner   | 5,56 × 45 mm |
| 805 Bren       | Vereinigte Staaten | Sturmgewehr | 5,56× 45 mm  |
| ASH-82         | Albanien           | Sturmgewehr | 7,62 × 39 mm |
| AK SOPMOD      | Kosovo             | Sturmgewehr | 7,62 × 39 mm |
| Zastava M70    | Jugoslawien        | Sturmgewehr | 7,62 × 39 mm |
| Zastava M59/66 | Jugoslawien        | Karabiner   | 7,62 × 39 mm |
| AK-47 / AKS-47 | Sowjetunion        | Sturmgewehr | 7,62 × 39 mm |
| AKM / AKMS     | Sowjetunion        | Sturmgewehr | 7,62 × 39 mm |

#### Granatwerfer und Panzerabwehrwaffen
| Waffe              | Herkunft           | Typ                   | Kaliber       |
| ------------------ | ------------------ | --------------------- | ------------- |
| M203               | Vereinigte Staaten | Granatwerfer          | 40-mm-Granate |
| AG36               | Deutschland        | Granatwerfer          | 40-mm-Granate |
| Metallic RBG-6     | Südafrika          | Granatwerfer          | 40-mm-Granate |
| RPG-7              | Sowjetunion        | Reaktive Panzerbüchse | 40-mm-Granate |
| M72 LAW            | Vereinigte Staaten | Granatwaffe           | 66-mm-Granate |
| M80 Zolja          | Jugoslawien        | Granatwaffe           | 64-mm-Granate |
| M79 Osa            | Jugoslawien        | Granatwaffe           | 90-mm-Granate |
| FGM-148 (Bestellt) | Vereinigte Staaten | Panzerabwehrlenkwaffe | 127-mm-Rakete |

#### Maschinengewehre
| Waffe           | Herkunft           | Typ                      | Kaliber       |
| --------------- | ------------------ | ------------------------ | ------------- |
| ASch-78 (Tip-2) | Sowjetunion        | Maschinengewehr          | 7,62 × 39 mm  |
| PK              | Sowjetunion        | Maschinengewehr          | 7,62 × 54 mm  |
| RPD             | Sowjetunion        | Maschinengewehr          | 7,62 × 39 mm  |
| Zastava M72     | Jugoslawien        | Maschinengewehr          | 7,62 × 39 mm  |
| Zastava M84     | Jugoslawien        | Maschinengewehr          | 7,62 × 54 mm  |
| Browning M2     | Vereinigte Staaten | Schweres Maschinengewehr | 12,7 × 99 mm  |
| DSchK           | Sowjetunion        | Schweres Maschinengewehr | 12,7 × 108 mm |

Luftwaffe
| Name                     | Herkunft | Typ    | Anzahl |
| ------------------------ | -------- | ------ | ------ |
| Baykar Bayraktar TB2     | Türkei   | Drohne | 6      |
| AeroVironment RQ-20 Puma | Türkei   | Drohne | 4      |

## Einsätze
Im Dezember 2010 leisteten Soldaten der Sicherheitskräfte des Kosovo Hilfe in überfluteten Gebieten im Norden Albaniens nahe der Stadt Shkodra, wo sie maßgeblich an der Rettung, Evakuierung und medizinischen Versorgung der dortigen Bevölkerung beteiligt waren. Die FSK wurden auf Anfrage der albanischen Regierung zur humanitären Soforthilfe eingesetzt.
Im Juli 2011 nahm ein 11-köpfiges Team der Sicherheitskräfte des Kosovo am vier Tage dauernden Nijmegenmarsch teil. Neben den obligatorischen Medaillen und Zertifikaten für die Leistung jedes einzelnen Soldaten erhielten die Kosovaren die Auszeichnung für das beste Team. Laut den Organisatoren war es das erste Mal in der 95-jährigen Geschichte des Marsches, dass jeder Teilnehmer eines Teams den Marsch komplett absolviert hat.